# 가보라노
가보라노(이탈리아어: Gavorrano)는 이탈리아 토스카나주 그로세토도에 있는 코무네다. 피렌체에서 남서쪽으로 100km, 그로세토에서 북서쪽 25km 거리에 있다.